# Moret-sur-Loing
Moret-sur-Loing (pronuncia francese /mɔ.ʁɛ.syʁ.lwɛ̃/) è un comune francese soppresso e frazione del dipartimento di Senna e Marna nella regione dell'Île-de-France. Dal 1º gennaio 2015 si è fuso con il comune di Écuelles per formare il nuovo comune di Orvanne.
Per effetto di altre due fusioni successive con altri tre comuni, Moret-sur-Loing è divenuto parte del nuovo comune di Moret-Loing-et-Orvanne di cui è capoluogo.

## Società

### Evoluzione demografica
Abitanti censiti